# Fétiche mascotte
 (décembre 2014).
Si vous disposez d'ouvrages ou d'articles de référence ou si vous connaissez des sites web de qualité traitant du thème abordé ici, merci de compléter l'article en donnant les références utiles à sa vérifiabilité et en les liant à la section « Notes et références ».
Pour plus de détails, voir Fiche technique et Distribution.
Fétiche ou Fétiche mascotte (aussi connu par son titre en anglais, The Mascot) est un film français réalisé par Ladislas Starewitch et Irène Starewitch, sorti en 1933.
C'est le premier épisode d'une série. Le film originel comportait 1 000 mètres (soit 38 minutes) mais les distributeurs, comme Cinédis en France, ont réduit son montage à 600 mètres, ce qui est devenu le film finalement distribué.

## Synopsis
Dans une pauvre chambre, il y a une fille malade et sa mère, qui fabrique des peluches. La fille lui demande une orange, mais sa mère ne peut pas lui en acheter. Une larme de la mère tombe sur un chien en peluche qu'elle est en train de coudre et devient son cœur. Fétiche naquit de cette façon. Au lendemain il est vendu avec les autres peluches, qui arrivent à s’échapper. Fétiche est mis sur une vitrine, puis installé en pendant dans une voiture. Quand il se délivre de la ficelle, il tombe dans la rue. Il arrive à un marché et se fait avec une orange. Mais il est minuit, et dans un coin écarté de la ville, torchons, chaussures, peluches, diablotins, balais et légumes organisent un bal chez le diable sorti d'une bouteille d’alcool. Fétiche, perdu, se retrouve dans cet endroit, où passe la nuit en compagnie d’éléments bizarres. Mais voila que tout le monde ambitionne son orange, et vers l'aube se déroule une persécution pour la lui enlever. Le petit chien sort victorieux et amène l'orange à la petite fille malade.

## Fiche technique
- Titre : Fétiche Mascotte
- Réalisation : Ladislas Starewitch
- Scénario : Ladislas Starewitch
- Animation : Ladislas Starewitch
- Musique : Édouard Flament
- Format : Noir et blanc - 1,33:1 - 35 mm - Son mono
- Société de production : Gelma Film, Paris ; Starewitch Film, Marc Gelbart ;
- Durée : 38 minutes (version originale) 20 minutes (version distribuée)
- Date de sortie : 1934

## Distribution
- Le nom des acteurs est inconnu

## Postérité
En 2012, Léona Béatrice Martin-Satrewitch et son mari François Martin, héritiers de l'œuvre de Starewitch, ont reconstitué le film, réduit par les distributeurs de l'époque à 600 mètres, et celui-ci a retrouvé la durée de son montage originel, 1 000 mètres, soit 38 minutes. Cette version est disponible en DVD.http://starewitch.pagesperso-orange.fr/jb%20-%2033-12.htm